# Sophienthal (Straufhain)
Sophienthal ist ein Ortsteil der Gemeinde Straufhain im Landkreis Hildburghausen in Thüringen.

## Lage
Sophienthal wird von der Landesstraße 1134 verkehrsmäßig erfasst. Im fränkischen Hügelland liegend, nutzt die Gegend das fränkisch beeinflusste Klima im kupierten Gelände der Vorgebirgslage südlich von Hildburghausen.

## Geschichte
Am 5. Mai 1486 wurde der Weiler erstmals urkundlich erwähnt. In dem Ort hatte Herzogin Sophia Albertine ein kleines Lustschloss. Dies wurde später verkauft und abgebrochen.